# 毛礼锐
毛礼锐（1905年—1992年），字振吾，男，江西吉安人，中国教育家，教育史学家。中国教育史学科体系的主要奠基人之一。

## 生平
1905年3月16日（清光绪三十一年）出生于江西省吉安县（今青原区）新圩镇马塘毛家村。毛家四代任教，父亲毛伦曾是孙中山领导的同盟会会员，一生从事教育工作。毛礼锐7岁入本村私塾读书。1913年，入本村国民小学读书。1916年，入吉安县城高等小学。1919年，入省立第六中学。1923年，考入私立河南焦作福中矿务大学（焦作矿路学堂）。1924年，再考入省立南京东南大学教育科。1929年，毕业，回江西工作，在省立中学任教。1932年，任南昌省立第一女中师范科主任兼实验小学校长。
1935年秋，自费赴英国留学，入伦敦大学皇家学院（倫敦大學皇家霍洛威學院）教育系，师从進步主義教育家沛西·能，专攻教育原理。1936年赴美国，在密歇根大学教育学院攻读研究生。1937年全面抗日战争爆发后回国，在吉安创办文山中学。不久后受聘为省立河南大学教育系教授。河南大学西迁后，再赴重庆，转任省立四川教育学院教授。1941年，应聘至国立中山大学师范学院任教，曾任教育系主任。1943年7月，任国立中山大学师范学院院长。1945年抗日战争胜利后，随中山大学迁回广州，专任教学工作。1946年赴南京，在《大刚报》任职。还担任国立中央大学、国立政治大学教育系教授。1949年，赴北京华北革命大学学习。1950年，任辅仁大学教育系教授；同年加入九三学社。1952年，调任至北京师范大学教育史教研室，任教授。
其后，他参加了1956年的全国长期科学规划会议、1962年至1964年的文科教材编选会议，以及学制改革工作。文化大革命后，他开始潜心研究教育史，利用马克思主义理论，开拓了诸多教育史研究的新领域和新途径。
1992年7月18日在京病逝。

## 出版物
著有《地方教育行政指南》、《欧美高等教育的趋势》、《教育与经济》、《古代中世纪世界教育史》（合编）、《中国古代教育史》（合编）等专著。